# St. John (Mondkrater)
St. John ist ein Einschlagkrater auf der Mondrückseite.
Der Krater St. John liegt nordöstlich der größeren Krater Mendeleev und Schuster. In der Nähe finden sich die vergleichbar großen Krater Henderson im Südsüdosten, Mills im Ostsüdosten, Kohlschütter im Nordosten und Tsu Chung-Chi in nordnordwestlicher Richtung.
Der Krater ist stark erodiert und gleicht eher einer Vertiefung der Mondoberfläche. Das Kraterinnere ist uneben, südlich der Kratermitte stechen drei etwas größere Einschläge hervor. 
Der Krater ist sehr alt, seine Entstehungszeit fällt in die pränektarische Periode.
St. John hat fünf Nebenkrater:
| Buchstabe | Position            | Durchmesser | Link |
| --------- | ------------------- | ----------- | ---- |
| A         | 12,05° N, 150,4° O  | 18 km       |      |
| M         | 7,36° N, 150,02° O  | 14 km       |      |
| W         | 12,24° N, 147,04° O | 21 km       |      |
| X         | 13,76° N, 147,34° O | 31 km       |      |
| Y         | 13,54° N, 148,99° O | 23 km       |      |

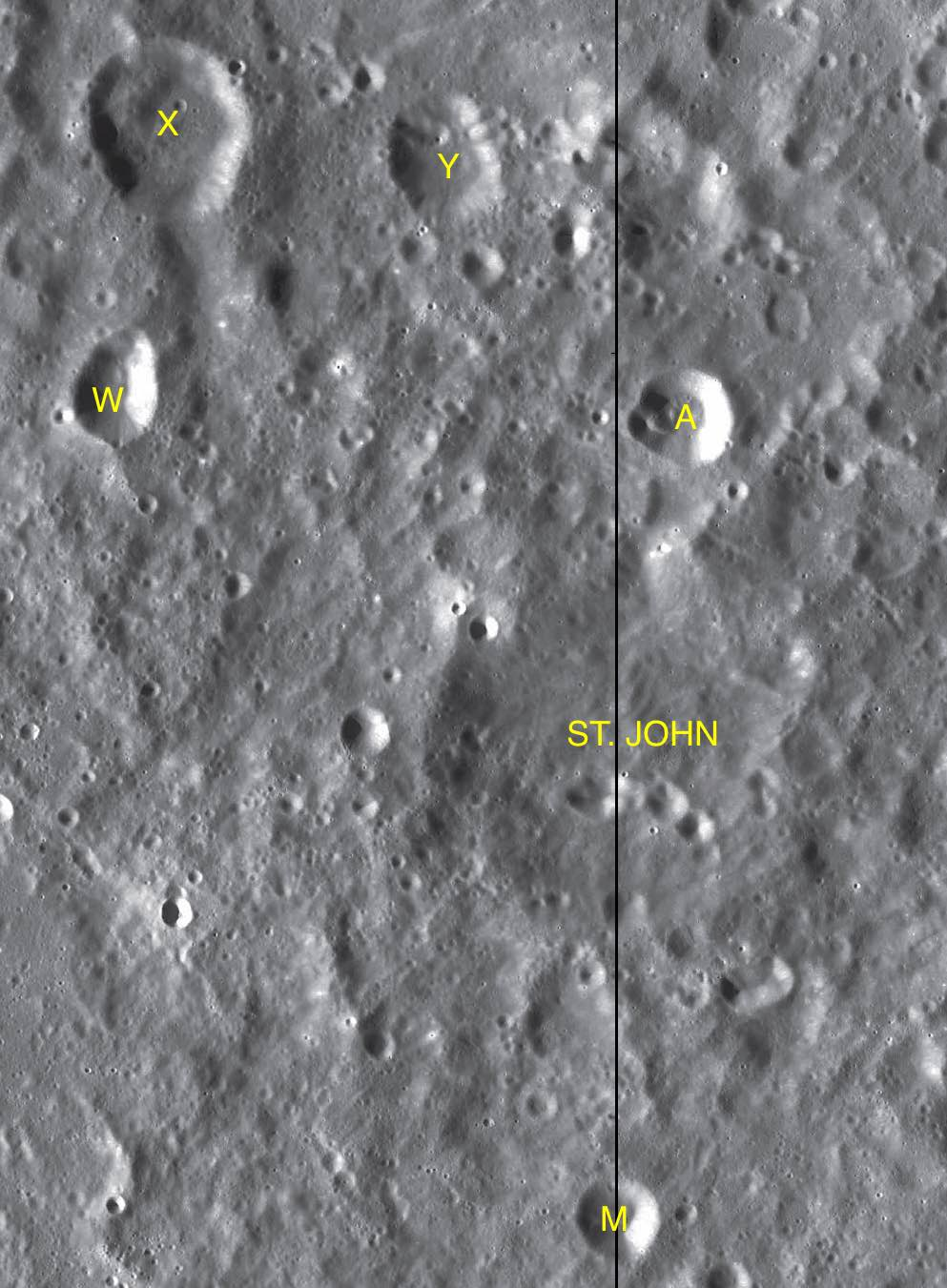
St. John mit seinen Nebenkratern

Der Krater wurde 1970 von der IAU offiziell nach dem US-amerikanischen Astronomen Charles Edward St. John benannt.